# Recht der Internationalen Wirtschaft
Die Recht der Internationalen Wirtschaft (RIW) ist eine juristische Fachzeitschrift für alle Bereiche des internationalen Wirtschaftsrechtes, speziell auch im Bereich des internationalen Steuerrechts.

## Zielgruppe
Die Zeitschrift richtet sich an Rechtsanwälte, Wirtschaftsprüfer und Steuerberater in international tätigen Unternehmen oder Kanzleien ebenso wie Mitarbeiter in der öffentlichen Verwaltung oder Behörden.

## Inhalte
Die RIW informiert über Entwicklungen im internationalen Wirtschafts- und Steuerrecht sowie in dazugehörenden Spezialgebieten, wie beispielsweise dem internationalen Marken- oder Urheberrecht und dem internationalen und europäischen Gesellschafts- und Unternehmenssteuerrecht. Neben Aufsätzen werden ebenso  wichtige Entscheidungen des Europäischen Gerichtshofes, des Bundesgerichtshofs, des Bundesfinanzhofs oder des Bundesarbeitsgerichts mit Leitsätzen und im Volltext mit Kommentaren versehen abgedruckt.

## Autorenschaft und Redaktion
Die RIW wird zumeist von Universitätsprofessoren oder Spezialisten aus internationalen Unternehmen oder Kanzleien verfasst. Chefredakteur ist Roland Abele.

## Herausgabe
Die RIW erscheint monatlich. Sie wurde ursprünglich vom Verlag Recht und Wirtschaft GmbH, einem zur Verlagsgruppe Deutscher Fachverlag in Frankfurt am Main gehörenden Verlag im 54. Jahrgang herausgegeben. Seit der Verschmelzung des Verlages Recht und Wirtschaft mit dem Deutschen Fachverlag im Januar 2012 wird sie nun von diesem selbst herausgegeben bzw. organisatorisch vom neuen Bereich Fachmedien Recht und Wirtschaft. Sie gehört zur Zeitschriftenfamilie der Zeitschrift Betriebs-Berater.